# 大卫·希尔豪斯·比尔
小大卫·希尔豪斯·比尔（英語：David Hillhouse Buel Jr.，1862年7月19日—1923年5月23日）是第34任喬治城大學校長，曾长期担任天主教神父和耶稣会士，后为成婚退出耶稣会，随后退出天主教会改当圣公会牧师。比尔生于纽约州瓦特弗利特，与父亲同名。老比尔是联邦军杰出军官，拥有众多早早移民美国的新英格蘭显赫家族血统。小比尔就读耶鲁大学期间结识圣马利亚教堂神父迈克尔·麦基夫尼并皈依天主教，毕业后进入耶稣会。
1901年比尔当上乔治城大学教授，1905年在校长杰罗姆·多尔蒂突然离职后继任。他在任上推动校内体育，督导建设瑞安体育馆，改革课程与学府管理。他制定严格纪律，限制校际体育活动，激起师生与家长极力反弹，耶稣会高层1908年任命约瑟夫·希默尔接手。比尔此后几年从事神职与教职，1912年退出耶稣会并在康乃狄克州秘密完婚。消息传到华盛顿哥伦比亚特区后招致昔日耶稣会同僚公开谴责，媒体宣称此举导致比尔被逐出天主教。
比尔以世俗身份在新英格兰教学，夫人继承的财产虽然可观，但他仍不时陷入穷困。比尔1922年正式退出天主教后取得圣公会神父资格，但再也没有执掌教会，最后在纽约谢世。

## 早年经历
大卫·希尔豪斯·比尔1862年7月19日在纽约州西特洛伊沃特夫利特兵工厂出生，与父亲同名。老比尔从西点军校毕业，是联邦军杰出军官，南北战争期间官拜中校，出任田纳西军团军械主任，还曾在任少校期间获封加衔。比尔二世之母叫约瑟芬·玛丽亚·麦克杜格尔，婚后随夫姓。她祖上是蘇格蘭人，父亲是美国陆军准将查尔斯·麦克杜格尔。老比尔的父亲是公理会牧师，1833年从威廉姆斯学院毕业。
比尔祖上不乏名门，如麦克杜格尔氏、汉森氏、威尔默氏、希尔豪斯氏，其中希尔豪斯氏有许多康乃狄克州政治家和学者。比尔氏同样是康涅狄格州望族，历史悠久程度在新英格蘭名列前茅，先祖威廉·比尔早在1630年就从英格兰来到新大陆。比尔的兄弟塞缪尔与克拉伦斯均当上圣公会神父。

### 教育、皈依天主教

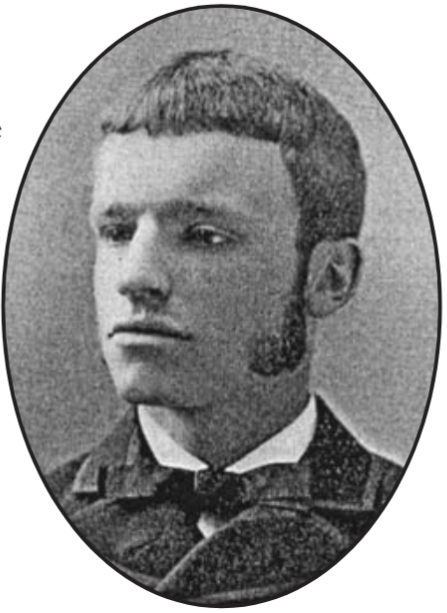
1883年求学耶鲁大学的比尔

比尔1879年从马萨诸塞州伊斯特汉普顿威利斯顿诺塞普顿中学毕业，进入耶鲁大学后人称“泰德”。比尔有许多先辈求学耶鲁，如叔曾曾祖父詹姆斯·希尔豪斯就是1773年毕业生，担任该校司库长达半个世纪，还曾担任美國參議院臨時議長。比尔在耶鲁对劇場藝術产生浓厚兴趣，他住在叔叔威廉·希尔豪斯家里，隔壁是圣马利亚教堂。耶鲁大学要求全体学生参加新教礼拜，比尔从此与其他新教学子一样开始参加圣马利亚教堂的天主教弥撒，附近的新教徒对此颇感不满。
比尔在圣马利亚教堂与天主教神父迈克尔·麦基夫尼结为好友，后者认为此时耶鲁学子偏好的白串黑演出等戏剧艺术有欠体面，比尔接受建议关注古典戏剧。他参考古希腊悲剧《美狄亚》创作《美狄亚戏仿》，还有融入大量地方喜剧素材的音樂劇《佩尼基斯或美食与爱情》，音乐剧深得学子亲睐甚至搬上纽黑文职业舞台，令比尔备受关注。他坚持创作轻歌剧，对戏剧的兴趣经久不衰。
比尔大二时母亲皈依天主教會，促使他离开圣公会，不久后又在麦基夫尼引导下皈依天主教。比尔还有两名新教同学在麦基夫尼引领下皈依天主教。1883年比尔以优异成绩从耶鲁大学毕业并获文学学士学位，随后把当神父的愿望告诉麦基夫尼。麦基夫尼不希望比尔仓促决定人生走向，建议他在最终决定前多加考虑。比尔暑期前往加拿大旅行，期间决定从事神职。

### 加入耶稣会、教学
比尔1883年11月从加拿大回国后加入耶稣会，前往纽约州阿爾斯特縣西园见习一年。他生病被派往纽约圣方济各·沙勿略学院担任助理教长，主要负责纪律，工作比较轻松，有利康复。1885年12月他离开学院前往马萨诸塞州伍斯特，任聖十字學院拉丁语和古希臘語教授。接下来比尔在马里兰州弗雷德里克耶稣会士见习所研究古典学一年，再到伍德斯托克学院深造三年哲学。1890年他返回纽约出任福坦莫大学力学、微积分学、物理学教授，次年起又出任圣方济各·沙勿略学院拉丁语、数学、力学教授并持续四年。
比尔1895年开始在伍德斯托克学院接受四年神学课程，1898年6月28日学业圆满，天主教巴爾的摩總教區樞機詹姆斯·吉本斯将他晋铎神父。1899年3月，比尔加入耶稣会马里兰－纽约省传教队，辗转新英格兰、纽约州、宾夕法尼亚州各地教会传教，并引领退修會宗教活动直至1900年9月。他在密苏里州圣路易斯县弗洛里桑特渡过一年休戒期，研究禁欲神学。
1901至1904年，比尔在华盛顿哥伦比亚特区乔治城大学出任力学与物理学教授，1902年2月3日晋铎耶稣会神学博士。1905年，比尔出任该校神父（副校长）。

## 乔治城大学

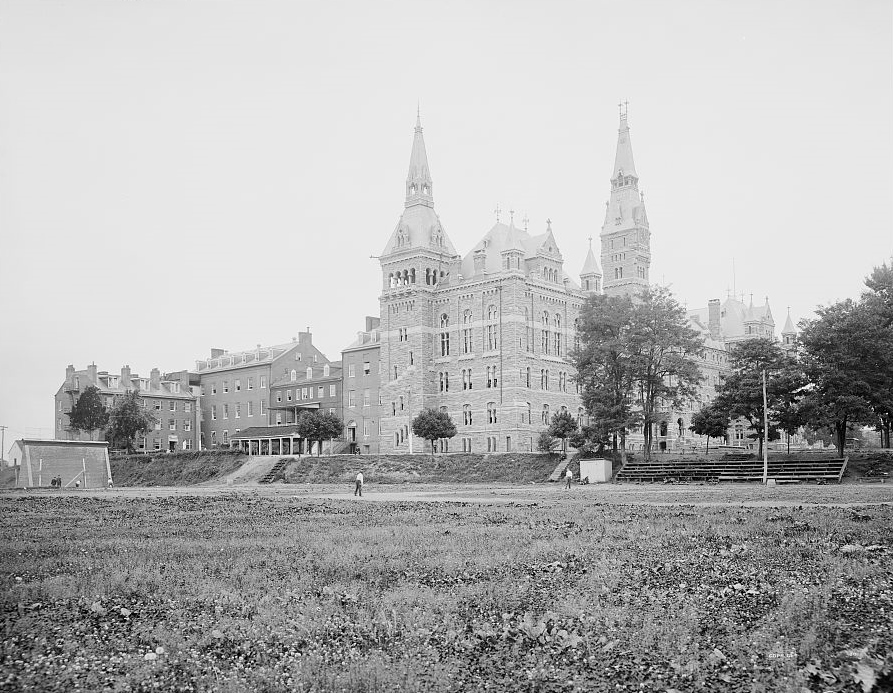
1904年左右乔治城大学校园南面景观

喬治城大學校長杰罗姆·多尔蒂1905年突然病倒，比尔临危受命。他在任上召集首届校友咨询委员会，向校友征求大学管理建议，这在当时的公立大學十分常见，私立大學也日趋普及，但在耶稣会学府还很罕见。比尔还显著缩减乔治城大学债务。
比尔推动大学课程整体改善，增加法学院教师人数。乔治城大学医学院课程在他任内入选美国医学院协会标准课程。他认可圣方济各修女会身为医学院教职员工，在经营乔治城大学医院和护理学院上拥有半自治权。

### 体育改革

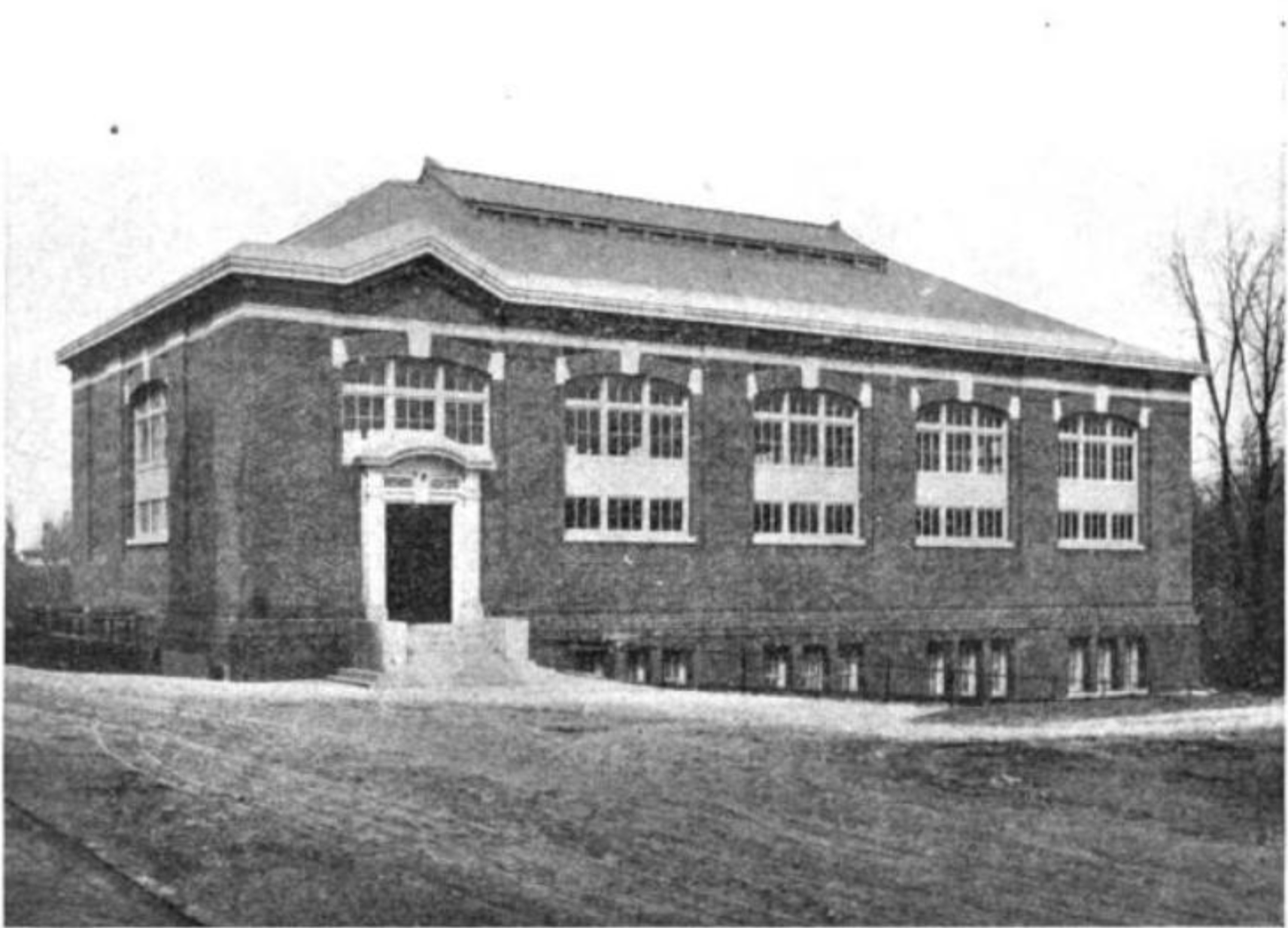
1905年瑞安体育馆在比尔督导下落成

比尔像多尔蒂一样主张限制校园体育，推动橄榄球、棒球、径赛项目去职业化，如严格限制校际体育活动。大学橄榄球运动接二连三地致人重伤甚至死亡，他甚至考虑像哥伦比亚大学、纽约大学、史丹佛大學那样解散橄榄球队并禁止重组，学生普遍对改革不满。
比尔不赞成校际体育运动，但极力提倡健身和校内体育。在他看来，体育运动应该促进所有学生的身体健康，而不是专挑天才选手培养。1905年他利用前校长哈文斯·理查兹筹集的资金督导建成瑞安体育馆，并在1906年聘请首位体育教师。

### 纪律
比尔担任校长期间狠抓纪律，要求学生每天遵守严格的时间表。除上课外，学生还必须按时前往自修室、用餐，参加弥撒、夜间祈祷、祝祷，未遵守上述行程的学生将受新记过制度惩罚。比尔对学生整体要求非常严格，但又在耶稣会总会长要求晚上十点起学生不得离校时表示抗议，认为此举过度干涉学生自由，会导致他们不愿就读乔治城大学。
新校长的严厉招致师生和家长强烈反对。比尔在执行时间表时不允许任何例外，连父母让孩子参加家庭活动、圣帕特里克节庆典，甚至父亲获州民主党提名竞选国会议员时希望孩子与会的要求都不接受。学生在妹妹产子后离校充当孩子的教父参加洗禮，未能遵守比尔的强制出席要求，结果按纪律制度被大学开除。
学生开始抗议，集体走出校园。入学率终受影响，许多学生退学，坚持到毕业的寥寥无几。1908年耶稣会省级会长致信罗马，称比尔与学生间已形成“武装中立”，需要另派校长以免乔治城大学“马上毁灭”。省级会长认定比尔如果再干三年，乔治城大学永远都无法恢复，总会长1908年从省级会长提名的三人中选择约瑟夫·希默尔继任。乔治城大学以往的校长大多在学年结束时离任，极少像比尔这样在新学年开始前不久走人。

## 晚年

### 神职与教学
比尔卸任后受命前往費城，出任圣若瑟教堂教区神父，他加入美国忠诚军团军事教团，1908至1909年任教团哥伦比亚特区司令部随行神职人员，1911年10月退出教团。此外他还加入國家地理學會。
1909年他回到圣十字学院担任力学与物理学教授，但因脚踝受伤无法工作，同年11月到纽约圣方济各沙勿略堂任助理教区神父。1910年2月他转调马里兰州圣托马斯庄园，当上圣依纳爵堂教区神父。返回哥伦比亚特区后他担任圣类思堂并在公撒格学院教书，1912年7月12日正式退出耶稣会。

### 还俗与婚姻

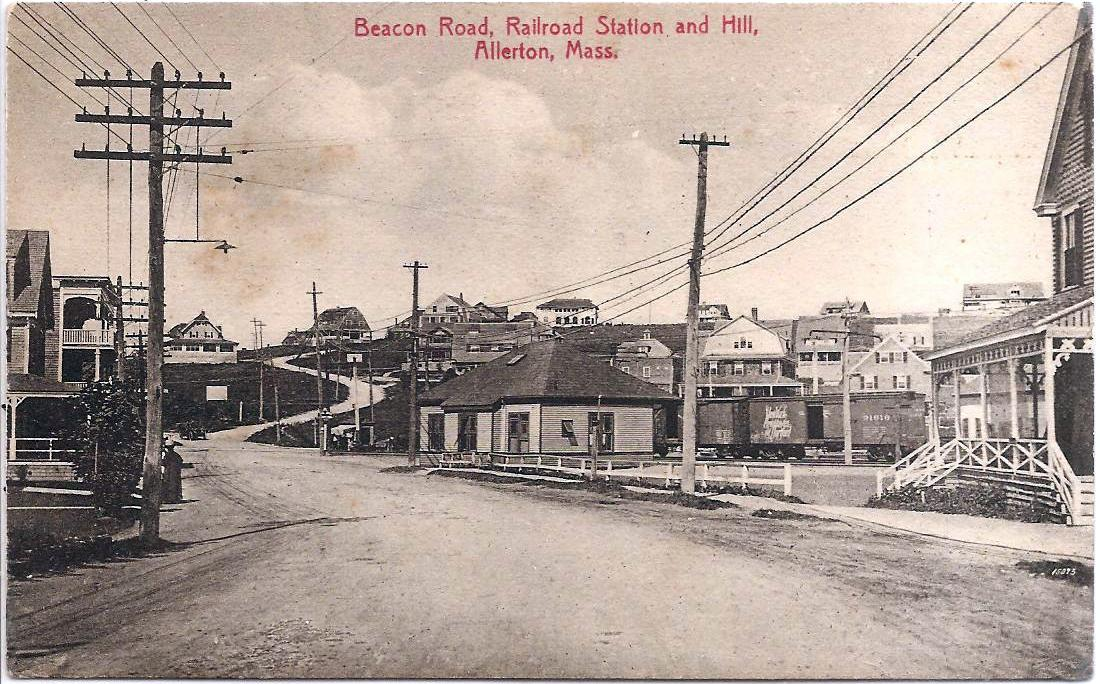
马萨诸塞州普利茅斯县暑期度假小鎮赫尔，比尔在此结识鲍尔斯

1912年12月30日，比尔在康涅狄格州新卡南秘密迎娶凯瑟琳·弗朗西斯·鲍尔斯，对此女方父母都颇感意外。鲍尔斯的父亲爱德华是承包石匠，共有八个女儿，据称他留给凯瑟琳的遗产价值超一万美元。鲍尔斯的母亲玛丽·康维婚后随夫姓，虔诚信奉天主教并按教义养育儿女，其一当上修女。比尔1912年在马萨诸塞州普利茅斯县暑期度假小鎮赫尔遇见鲍尔斯后开始秘密追求。比尔与鲍尔斯婚后迁居曼哈頓基普灣，两人没有子女。
乔治城大学耶稣会士听闻比尔成婚的消息后震惊不已，许多资深会士公开谴责，认为对那些四处寻找耸人听闻淫秽素材的人来说，此事无疑是抨击该校的弹药。媒体称比尔成婚有违独身誓言，导致神父资格自动撤销且逐出天主教会。比尔向合众社发去公开信，表示婚前已退出耶稣会，递交退会说明时声誉良好；部分耶稣会士出于个人动机指责他的婚事，有违贯常守密政策。他还以多位前耶稣会士为例，这些人退出耶稣会后没有遭受公开谴责。

### 皈依圣公会
比尔婚后不久搬到马萨诸塞州，1913至1914年在罗克斯伯里预科学校教授拉丁语、希腊语、法语。他在赫尔开办海边的希尔豪斯男生夏令营，1915至1918年就在夏令营辅导学生。比尔离开耶稣会后时常身陷贫困，甚至沦落到忍饥挨饿的地步。神位一体派牧师威廉·劳伦斯·沙利文冬季前来探视时，他自称什么活都愿意干，哪怕去地鐵当保安。
比尔大学时期皈依天主教前是圣公会徒，离开天主教后希望能在圣公会担任神职人员。1922年6月2日，康涅狄格圣公会教区主教昌西·布鲁斯特在纽黑文授予比尔神职资格，但他随后病倒，无法接受圣公会教区牧师职务。
1922年11月，比尔从康涅狄格州布里奇波特返回纽约度过余生。当地天主教神父在他病逝前一天前来探视，聆听他的最终忏悔，已经说不出话的比尔谢绝。1923年5月23日，身患肺炎的大卫·希尔豪斯·比尔与世长辞，遗体葬在纽约州特洛伊奥克伍德公墓。

## 脚注
1. ↑  Weise 1886，第340頁.
2. 1 2 3 4 5 6  Obituary Record 1921，第735頁.
3. 1 2 3 4 5  District of Columbia 1908，第60頁.
4. 1 2 3  Hillhouse 1924，第84頁.
5. 1 2 3 4 5  Brinkley & Fenster 2006，第80頁.
6. 1 2 3 4  Ex-Jesuit in New Fold.
7. 1 2 3 4 5  Buel Quits College.
8. ↑  Hillhouse 1924，第401頁.
9. 1 2 3 4 5 6  Obituary Record 1921，第737頁.
10. ↑  Hillhouse 1924，第52, 539頁.
11. ↑  Brinkley & Fenster 2006，第79頁.
12. ↑  Brinkley & Fenster 2006，第81頁.
13. ↑  Brinkley & Fenster 2006，第130頁.
14. ↑  Alumni Notes 1922，第1227頁.
15. 1 2  Brinkley & Fenster 2006，第164頁.
16. 1 2 3 4 5 6  Obituary Record 1921，第736頁.
17. ↑  Curran 2010，第46頁.
18. ↑  Curran 2010，第71頁.
19. ↑  Wooley 2003，第71頁.
20. 1 2 3 4  Curran 2010，第47頁.
21. ↑  Curran 2010，第131頁.
22. 1 2  Curran 2010，第132頁.
23. ↑  Curran 2010，第53頁.
24. ↑  Buel Quits Jesuits，第3頁.
25. ↑  Buel's Wife is Wealthy，第3頁.
26. 1 2  Priest Weds Secretly.
27. ↑  Episcopal Priest.
28. ↑  Denies He Was A Jesuit.
29. ↑  Sullivan 1945，第173頁.
30. ↑  Sullivan 1945，第43頁.
31. ↑  Obituary Record 1921，第736–737頁.
32. ↑  Sullivan 1945，第44頁.

## 扩展阅读
- Buel, David Hillhouse. . A Blue and Gray Book. Washington, D.C.: Georgetown University. 1908  [2021-10-16]. OCLC 24490436. （原始内容存档于2019-08-20） –Google Books.